# Václav Ort
Václav Ort (* 4. srpna 1952 Nepřívěc) je český politik, právník a podnikatel, v letech 2018 až 2021 místopředseda KSČM, v letech 2006 až 2010 nezávislý zastupitel města Sobotka.

## Život
Pochází se starého sedláckého rodu. Po vystudování zemědělské školy pracoval jako zemědělský technik rostlinné výroby. Členem JZD se stal už v 15 letech. Po sloučení družstev se v roce 1977 dostal do vedení JZD Sobotka, největšího zemědělského družstva ve Východočeském kraji.
Původně pro družstvo začal studovat Právnickou fakultu Univerzity Karlovy v Praze. Školu úspěšně dokončil a získal titul JUDr. Od roku 1991 podniká, živí se jako hoteliér a OSVČ v oblasti stavebnictví.
Václav Ort žije ve městě Sobotka na Jičínsku. Mezi jeho záliby patří sport, především koňské dostihy a kopaná.

## Politické působení
V komunálních volbách v roce 2006 byl zvolen zastupitelem města Sobotka, když kandidoval jako nezávislý z pozice lídra kandidátky subjektu s názvem „Sportovci pro město-sdružení nezávislých kandidátů“. V krajských volbách v roce 2016 kandidoval již jako člen KSČM do Zastupitelstva Královéhradeckého kraje, ale neuspěl.
Ve volbách do Poslanecké sněmovny PČR v roce 2013 kandidoval jako nestraník za KSČM a ve volbách v roce 2017 jako člen strany v Královéhradeckém kraji, ale ani jednou neuspěl. Na X. sjezdu KSČM v Nymburku dne 21. dubna 2018 byl zvolen místopředsedou KSČM pro ekonomiku a hospodářskou činnost.
Ve volbách do Poslanecké sněmovny PČR v roce 2021 kandidoval na 8. místě za KSČM v Královéhradeckém kraji, ale stejně jako celá strana neuspěl. Následně rezignoval na post místopředsedy strany, do mimořádného sjezdu byl pověřen vedením KSČM.
Ve volbách do Senátu PČR v roce 2022 kandidoval za KSČM v obvodu č. 37 – Jičín. Do druhého kola volby však nepostoupil, když se se ziskem 3,58 % hlasů umístil na posledním, 7. místě.
Ve volbách do Senátu PČR v roce 2024 kandidoval z pozice nestraníka za hnutí JaSaN v obvodu č. 38 – Mladá Boleslav. Se ziskem 1,41 % hlasů skončil na posledním 7. místě, a senátorem se tak nestal.